# Europameisterschaften im Modernen Fünfkampf 2010
Die Europameisterschaften im Modernen Fünfkampf 2010 fanden vom 15. bis 20. Juli 2010 in Debrecen, Ungarn, statt.
Deutschland gewann sowohl bei den Herren als auch bei den Damen den Titel in der Mannschaftswertung. Die Damenstaffel sicherte sich die Bronzemedaille. In der Einzelkonkurrenz platzierte sich Stefan Köllner ebenfalls auf dem dritten Rang, während Lena Schöneborn Vizeeuropameisterin wurde.

## Herren

### Einzel
| Platz | Land                   | Sportler       |
| ----- | ---------------------- | -------------- |
| 1     | Tschechien             | David Svoboda  |
| 2     | Vereinigtes Königreich | Samuel Weale   |
| 3     | Deutschland            | Stefan Köllner |

### Mannschaft
| Platz | Land        | Sportler                                                    |
| ----- | ----------- | ----------------------------------------------------------- |
| 1     | Deutschland | Stefan Köllner Delf Borrmann Steffen Gebhardt               |
| 2     | Tschechien  | David Svoboda Ondřej Polívka Michal Michalík                |
| 3     | Litauen     | Justinas Kinderis Andrejus Zadneprovskis Edvinas Krungolcas |

### Staffel
| Platz | Land    | Sportler                                               |
| ----- | ------- | ------------------------------------------------------ |
| 1     | Ungarn  | Róbert Németh Róbert Kasza Ádám Marosi                 |
| 2     | Polen   | Bartosz Majewski Szymon Staśkiewicz Tomasz Chmielewski |
| 3     | Litauen | Justinas Kinderis Tomas Makarovas Edvinas Krungolcas   |

## Damen

### Einzel
| Platz | Land        | Sportlerin      |
| ----- | ----------- | --------------- |
| 1     | Frankreich  | Amélie Cazé     |
| 2     | Deutschland | Lena Schöneborn |
| 3     | Litauen     | Donata Rimšaitė |

### Mannschaft
| Platz | Land                   | Sportlerinnen                               |
| ----- | ---------------------- | ------------------------------------------- |
| 1     | Deutschland            | Lena Schöneborn Eva Trautmann Annika Schleu |
| 2     | Ungarn                 | Leila Gyenesei Adrienn Tóth Sarolta Kovács  |
| 3     | Vereinigtes Königreich | Heather Fell Mhairi Spence Katy Livingston  |

### Staffel
| Platz | Land        | Sportlerinnen                                        |
| ----- | ----------- | ---------------------------------------------------- |
| 1     | Ungarn      | Leila Gyenesei Adrienn Tóth Sarolta Kovács           |
| 2     | Deutschland | Lena Schöneborn Eva Trautmann Annika Schleu          |
| 3     | Polen       | Katarzyna Wójcik Sylvia Czwojdzinska Paulina Boenisz |

## Medaillenspiegel
| Platz | Land                   | Goldmedaille | Silbermedaille | Bronzemedaille |
| 1     | Deutschland            | 2            | 2              | 1              |
| 2     | Ungarn                 | 2            | 1              | –              |
| 3     | Tschechien             | 1            | 1              | –              |
| 4     | Frankreich             | 1            | –              | –              |
| 5     | Polen                  | –            | 1              | 1              |
| 5     | Vereinigtes Königreich | –            | 1              | 1              |
| 7     | Litauen                | –            | –              | 3              |